# 前249年
| 千纪： | 前1千纪 |
| 世纪： | 前4世纪 \| 前3世纪 \| 前2世纪                                                                                         |
| 年代： | 前270年代 \| 前260年代 \| 前250年代 \| 前240年代 \| 前230年代 \| 前220年代 \| 前210年代                               |
| 年份： | 前254年 \| 前253年 \| 前252年 \| 前251年 \| 前250年 \| 前249年 \| 前248年 \| 前247年 \| 前246年 \| 前245年 \| 前244年 |
| 纪年： | 齊王建十六年 趙孝成王十七年 魏安僖王二十八年 韓桓惠王二十四年 秦莊襄王元年 楚考烈王十四年 衛元君三年 燕王喜六年       |

## 大事記
- 秦莊襄王以呂不韋為相國。
- 東周君為諸侯謀伐秦，王使相國帥師討滅之，遷東周君於陽人聚。
- 以河南、洛陽十萬戶封相國呂不韋為文信侯。
- 秦蒙驁伐韓，取成皋、滎陽，初置三川郡。
- 迦太基派哈米爾卡·巴卡到西西里島，佔領大部分領土